# Team Shanghai Alice
Team Shanghai Alice (上海アリス幻樂団?, Shanhai Arisu Gengakudan, meaning "Shanghai Alice Ensemble") è un circolo Dojin composto da una sola persona, Jun'ya Ōta (anche conosciuto come ZUN), specializzato nella realizzazione di sparatutto a scorrimento verticale. È noto per la produzione di Touhou Project, sviluppato per Microsoft Windows a partire dal sesto capitolo pubblicato nel 2002.

## Titoli realizzati
- the Embodiment of Scarlet Devil (東方紅魔郷, 2002)
- Perfect Cherry Blossom (東方妖々夢, 2003)
- Imperishable Night (東方永夜抄, 2004)
- Immaterial and Missing Power (東方萃夢想, 2004) - In collaborazione con Twilight Frontier.
- Phantasmagoria of Flower View (東方花映塚, 2005)
- Shoot the Bullet (東方文花帖, 2005)
- Mountain of Faith (東方風神録, 2007)
- Scarlet Weather Rhapsody (東方緋想天, 2008) - In collaborazione con Twilight Frontier.
- Subterranean Animism (東方地霊殿, 2008)
- Undefined Fantastic Object (東方星蓮船, 2009)
- Touhou Hisōtensoku (東方非想天則, 2009) - In collaborazione con Twilight Frontier.
- Double Spoiler ~ Touhou Bunkachou (ダブルスポイラー ～ 東方文花帖, 2010)
- Fairy Wars (妖精大戦争 ～ 東方三月精, 2010) - Illustrazioni di Makoto Hirasaka.
- Ten Desires (東方神霊廟, 2011)